# منتخب بنما لكأس ديفيز
منتخب بنما لكأس ديفيز (بالإسبانية: Equipo de Copa Davis de Panamá)‏ هو ممثل بنما الرسمي في كرة المضرب في كأس ديفيز.